# Labus mozambicanus
Labus mozambicanus är en stekelart som beskrevs av Giordani Soika. Labus mozambicanus ingår i släktet Labus och familjen Eumenidae. Inga underarter finns listade i Catalogue of Life.